# Bujadovke
Bujadovke (lat. Pteridaceae), porodica paprati (Pteridophyta) u redu Polypodiales, kojoj pripada 85 rodova s 1380 vrsta  unutar 6 potporodica, to su Ceratopteridoideae, Cheilanthoideae, Cryptogrammoideae, Pteridoideae i Vittarioideae.
Značajan rod je Pteris ili papratac koji mogu biti trajnice listopadne, poluzelene i vazdazelene, a neke vrste imaju i kultivare. Kao lončanica česta je krilata paprat (Pteris tremula), porijeklom iz Australije i Novog Zelanda.

## Opis
Pteridaceae, porodica paprati bujadovki (red Polypodiales), koja sadrži oko 50 rodova i približno 950 vrsta. Pripadnici Pteridaceae rasprostranjeni su po cijelom svijetu, posebno u tropskim i toplo-umjerenim regijama. Biljke su izuzetno ekološki raznolike, u rasponu od plutajućih vodenih biljaka do kamenjara u pustinjama i sezonski sušnim mjestima. Neke vrste se uzgajaju kao ukrasne biljke.
Porodicu karakteriziraju strukture za proizvodnju spora (sporangiji) smještene u linijama duž žila ili na vrhovima žila. Kao leptosporangijatne paprati, pripadnici Pteridaceae imaju sporangije koji karakteristično nastaju iz jedne stanice. Ove strukture mogu biti nezaštićene (bez induzija) u žljebovima ili prekrivene smotanim rubom lista (lažni induzij). Prava induzija se rijetko proizvodi. Spore su obično okruglaste (tetraedarske). Lišće (frond) je obično složeno, a biljke imaju puzave ili uspravne rizome.
Članove Pteridaceae botaničari su različito podijelili i uključuju pet (ili više) relativno dobro označenih skupina (kladova) rodova čija klasifikacija ostaje kontroverzna. Pet ovdje navedenih klada neki su pteridolozi (botaničari koji proučavaju papratnjače) tretirali kao jednu ili više zasebnih podporodica.
Adiantoidna klada
sadrži 6-12 rodova i oko 300 vrsta. Pripadnici Adiantuma (oko 250 vrsta), koji se često nazivaju gospin vlasak, karakteriziraju sporangiji smješteni na donjoj strani malih režnjeva tkiva uz rubove listića. “Sjeverni gospin vlasak” (A. pedatum) nalazi se u šumama istočne Sjeverne Amerike, s bliskim rođacima u zapadnoj Sjevernoj Americi i istočnoj Aziji.
Većina botaničara smatra da je bivša porodica Vittariaceae blisko povezana s papratnjačama gospinog vlaska i preraspodijelili su je u kladu Adiantoid od Pteridaceae, iako se biljke po izgledu donekle razlikuju od članova Adiantum. Ova skupina sadrži oko 140 vrsta razvrstanih u 5-11 rodova, a najveći su Vittaria (trakasta paprat) i Antrophyum, obje pronađene u tropima. Većina ovih vrsta ima nepodijeljene listove u obliku trake, sa sporangijima u dugim linijama duž žila ili češće u izduženim utorima.
Pteridoidna klada sadrži 14-17 rodova i oko 400 vrsta. Najveći rod, Pteris (papratac), sastoji se od oko 300 vrsta rasprostranjenih po tropskim i toplim umjerenim dijelovima svijeta, a poznat je po velikom broju hibrida između različitih vrsta. Pityrogramma, sastoji se od oko 16 tropskih vrsta, koje se povremeno uzgajaju u staklenicima zbog šarene žute ili bijele boje koja se nalazi na donjim površinama lišća većine vrsta. Vrste nekadašnjeg roda Eriosorus danas su smještene u Jamesoniju. Pojavljuju se na visokim nadmorskim visinama, kao što je andski páramo (ekosustavi alpske tundre smješteni u Andama). Anopteris, Ochropteris i Neurocallis imaju po jednu vrstu i vrlo ograničenu distribuciju u tropima; njihova je taksonomija sporna.
Klada Cheilanthoid uključuje 20 rodova i oko 400 vrsta. Glavni rodovi uključuju Pellaea i Cheilanthes (“usne paprati”), a obje imaju tendenciju rasti na stijenama ili rubovima. Mnoge vrste u ovoj kladi nalaze se u sušnim ili sezonski suhim okruženjima i pokazuju veliki izbor morfoloških prilagodbi na stres od suše, uključujući lišće s debelim voštanim vanjskim slojevima, gustim dlačicama ili ljuskama, praškastim pokrovom bradavice i sposobnošću da savijaju svoje lišće tijekom suše, odmotavajući ih kasnije kad se kiša vrati.
Crytogrammoid klada sadrži tri roda i oko 23 vrste. Tri mala roda, Cryptogramma (“papratnjača peršina”), Coniogramme i Llavea, neobični su morfološki, a njihov položaj u odnosu na blisko srodnu klasu Pteridoida zahtijeva daljnje proučavanje.
Ceratopteridoidna klada
sadrži dva roda i šest vrsta. Acrostichum se sastoji od tri vrste velikih paprati s kožastim lišćem prilagođenih bočatim i slanim močvarama u tropskim obalnim područjima diljem svijeta. Ceratopteris također sadrži tri vrste, koje se nalaze u tropskim i toplim umjerenim regijama i spadaju u plutajuće vodeno bilje. Korištene su kao biljke za akvarije i ribnjake.

## Potporodice i rodovi
1. Familia Pteridaceae E. D. M. Kirchn. (1380 spp.)
  1. Subfamilia Parkerioideae Burnett
    1. Acrostichum L. (3 spp.)
    2. Ceratopteris Brongn. (8 spp.)

  2. Subfamilia Cryptogrammoideae S. Linds.
    1. Coniogramme Fée (26 spp.)
    2. Cryptogramma R. Br. (8 spp.)
    3. Llavea Lag. (1 sp.)

  3. Subfamilia Pteridoideae C. Chr. ex Crabbe, Jermy & Mickel
    1. Taenitis Willd. ex Spreng. (16 spp.)
    2. Pterozonium Fée (14 spp.)
    3. Jamesonia Hook. & Grev. (62 spp.)
    4. Tryonia Schuettp., J. Prado & A. T. Cochran (5 spp.)
    5. Pteris L. (339 spp.)
    6. Actiniopteris Link (5 spp.)
    7. Onychium Kaulf. (10 spp.)
    8. Cosentinia Tod. (1 sp.)
    9. Gastoniella Li Bing Zhang & Liang Zhang (3 spp.)
    10. Anogramma Link (3 spp.)
    11. Pityrogramma Link (24 spp.)
    12. Cerosora Baker ex Domin (4 spp.)
    13. Austrogramme E. Fourn. (6 spp.)
    14. Syngramma J. Sm. (16 spp.)

  4. Subfamilia Vittarioideae (C. Presl) Crabbe, Jermy & Mickel
    1. Adiantum L. (233 spp.)
    2. Rheopteris Alston (1 sp.)
    3. Vaginularia Fée (6 spp.)
    4. Hecistopteris J. Sm. (3 spp.)
    5. Radiovittaria (Benedict) E. H. Crane (10 spp.)
    6. Haplopteris C. Presl (41 spp.)
    7. Antrophyopsis (Benedict) Schuettp. (4 spp.)
    8. Antrophyum Kaulf. (33 spp.)
    9. Polytaenium Desv. (13 spp.)
    10. Scoliosorus T. Moore (1 sp.)
    11. Ananthacorus Underw. & Maxon (1 sp.)
    12. Vittaria J. E. Sm. (7 spp.)

  5. Subfamilia Cheilanthoideae Horvath
    1. Calciphilopteris Yesilyurt & H. Schneid. (4 spp.)
    2. Baja Windham & L. O. George (1 sp.)
    3. Bommeria E. Fourn. (5 spp.)
    4. Cheilanthes p. p. (skinneri clade) (3 spp.)
    5. Myriopteris Fée (42 spp.)
    6. Pellaea Link (50 spp.)
    7. Paragymnopteris K. H. Shing (6 spp.)
    8. Astrolepis D. M. Benham & Windham (8 spp.)
    9. Argyrochosma (J. Sm.) Windham (19 spp.)
    10. Mildella Trevis. (2 spp.)
    11. Cheilanthes p. p. (1 sp.)
    12. Notholaena R. Br. (34 spp.)
    13. Mineirella Ponce & Scataglini (4 spp.)
    14. Cheiloplecton Fée (1 sp.)
    15. Pentagramma Yatsk., Windham & E. Wollenw. (6 spp.)
    16. Aleuritopteris Fée (44 spp.)
    17. Oeosporangium Vis. (28 spp.)
    18. Cheilanthes Sw. (59 spp.)
    19. Cheilanthes sensu lato (26 spp.)
    20. Mickelopteris Fraser-Jenk. (1 sp.)
    21. Hemionitis L. (6 spp.)
    22. Doryopteris p. p. (7 spp.)
    23. Gaga Pryer, Fay W. Li & Windham (19 spp.)
    24. Aspidotis (Nutt. ex Hook.) Copel. (4 spp.)
    25. Trachypteris André (4 spp.)
    26. Adiantopsis Fée (34 spp.)
    27. Doryopteris s. lat. (11 spp.)
    28. Doryopteris J. Sm. (23 spp.)
    29. Lytoneuron (Klotzsch) Yesilyurt (16 spp.)
    30. Ormopteris J. Sm. (5 spp.)